# بوکوروواتس
بوکوروواتس (به صربی: Bukorovac) یک روستا در صربستان است که در Pivara Municipality واقع شده‌است. بوکوروواتس ۲۳۵ نفر جمعیت دارد و ۲۵۴ متر بالاتر از سطح دریا واقع شده‌است.